# 《心灵奇旅》获奖名单
《心灵奇旅》是皮克斯动画工作室制作、华特迪士尼影片发行的2020年美国计算机动画奇幻喜剧剧情片。电影由皮特·多克特与凯普·鲍尔斯执导，傑米·福克斯配音的中学音乐教师乔伊·高纳在中学教音乐，好容易获得上台表演爵士乐的机遇后马上意外身亡，但他心中不甘，千方百计想灵魂归位复生。蒂娜·菲为对人生极其悲观的灵魂“22”配音，意外卷入高纳的行动后尝试理解人生意义。
影片2020年10月11日在倫敦影展首映，原计划11月20日开始院线发行，但因新冠病毒疫情推迟，12月25日才经Disney+发布流媒体，只在没有流媒体的国家影院上映。截至2021年5月中旬，《心灵奇迹》全球票房约1.18亿美元。评论汇总网站爛番茄搜集的336篇评论认可度达九成五，Metacritic根据55篇评论计算的加權平均數为83（最高100），代表“普遍好评”。
《心灵奇旅》上映后的口耳相传声誉极佳，获众多荣誉肯定，其中大部分是动画或音乐奖项。电影在第48届安妮奖入围十项，拿下最佳动画片、最佳特效、最佳角色动画奖。影片在第一届评论家选择超级奖获最佳动画片奖，福克斯与菲均因配音获奖。《心灵奇旅》入围九项有色人种进步协会形象奖，胜出四项，其中配乐占两项。影片还在第93屆奧斯卡金像獎入围最佳音效等三项，赢得最佳原创配乐和最佳动画长片奖。

## 荣誉
| 机构                   | 颁奖日期           | 奖项                       | 提名人 | 结果 | 参考          |
| ---------------------- | ------------------ | -------------------------- | --- | ---- | ------------- |
| 澳大利亞影視藝術學院獎 | 2021年3月5日       | 最佳导演                   | 皮特·多克特 | 提名 | [ 8 ] [ 9 ]   |
| 奥斯卡金像奖           | 2021年4月25日      | 最佳动画长片               | 皮特·多克特、凯普·鲍尔斯 | 獲獎 | [ 10 ] [ 11 ] |
| 奥斯卡金像奖           | 2021年4月25日      | 最佳原创配乐               | 特倫特·雷澤諾、阿提克斯·羅斯、乔纳森·巴蒂斯特                                                                                        | 獲獎 | [ 10 ] [ 11 ] |
| 奥斯卡金像奖           | 2021年4月25日      | 最佳音效                   | 伦·克斯、科亚·艾略特、大卫·帕克 | 提名 | [ 10 ] [ 11 ] |
| 女性电影记者联盟       | 2021年1月4日       | 最佳动画长片               | 《心灵奇旅》 | 獲獎 | [ 12 ]        |
| 女性电影记者联盟       | 2021年1月4日       | 最佳动画女子               | 蒂娜·菲 | 獲獎 | [ 12 ]        |
| 美国剪辑师工会         | 2021年4月17日      | 最佳动画长片剪辑           | 凯文·诺尔廷 | 獲獎 | [ 13 ]        |
| 安妮獎                 | 2021年4月16日      | 最佳动画长片               | 《心灵奇旅》 | 獲獎 | [ 14 ]        |
| 安妮獎                 | 2021年4月16日      | 最佳长片特效               | 托尔加·格特金、卡尔·卡潘、成田弘明、恩里克·维拉、凯利·维斯穆勒                                                                       | 獲獎 | [ 14 ]        |
| 安妮獎                 | 2021年4月16日      | 最佳角色动画               | 米哈尔·马卡雷维奇 | 獲獎 | [ 14 ]        |
| 安妮獎                 | 2021年4月16日      | 最佳角色设计               | 丹尼尔·洛佩斯·穆尼兹 | 提名 | [ 14 ]        |
| 安妮獎                 | 2021年4月16日      | 最佳长片导演               | 特·多克特、凯普·鲍尔斯 | 提名 | [ 14 ]        |
| 安妮獎                 | 2021年4月16日      | 最佳长片配乐               | 特倫特·雷澤諾、阿提克斯·羅斯、乔纳森·巴蒂斯特                                                                                        | 獲獎 | [ 14 ]        |
| 安妮獎                 | 2021年4月16日      | 最佳长片艺术指导           | 史蒂夫·皮尔彻、阿尔伯特·洛萨诺、保罗·阿巴迪拉、布林·艾马吉尔                                                                         | 提名 | [ 14 ]        |
| 安妮獎                 | 2021年4月16日      | 最佳长片分镜               | 特雷弗·希门尼斯 | 獲獎 | [ 14 ]        |
| 安妮獎                 | 2021年4月16日      | 最佳长片编辑               | 皮特·多克特、麦克·琼斯、凯普·鲍尔斯                                                                                                  | 獲獎 | [ 14 ]        |
| 安妮獎                 | 2021年4月16日      | 最佳长片剪辑               | 凯文·诺尔廷、格雷戈里·阿蒙森、罗伯特·格拉汉姆琼斯、阿梅拉·里兹克                                                                     | 獲獎 | [ 14 ]        |
| 藝術指導工會           | 2021年4月10日      | 最佳动画片艺术指导         | 史蒂夫·皮尔彻 | 獲獎 | [ 15 ] [ 16 ] |
| 美国选角协会           | 2021年4月15日      | 动画片类                   | 凯文·雷赫、娜塔莉·里昂、凯特·汉森-伯恩鲍姆                                                                                           | 獲獎 | [ 17 ] [ 18 ] |
| 奥斯汀影评人协会       | 2021年3月19日      | 最佳动画片                 | 《心灵奇旅》 | 提名 | [ 19 ] [ 20 ] |
| 奥斯汀影评人协会       | 2021年3月19日      | 最佳配乐                   | 特倫特·雷澤諾、阿提克斯·羅斯、乔纳森·巴蒂斯特                                                                                        | 獲獎 | [ 19 ] [ 20 ] |
| 黑卷轴奖               | 2021年4月11日      | 最佳影片                   | 戴娜·默里 | 提名 | [ 21 ] [ 22 ] |
| 黑卷轴奖               | 2021年4月11日      | 最佳编剧                   | 皮特·多克特、麦克·琼斯、凯普·鲍尔斯                                                                                                  | 提名 | [ 21 ] [ 22 ] |
| 黑卷轴奖               | 2021年4月11日      | 最佳配乐                   | 特倫特·雷澤諾、阿提克斯·羅斯、乔纳森·巴蒂斯特                                                                                        | 獲獎 | [ 21 ] [ 22 ] |
| 黑卷轴奖               | 2021年4月11日      | 最佳配音                   | 安琪拉·貝瑟 | 提名 | [ 21 ] [ 22 ] |
| 黑卷轴奖               | 2021年4月11日      | 最佳配音                   | 傑米·福克斯 | 獲獎 | [ 21 ] [ 22 ] |
| 黑卷轴奖               | 2021年4月11日      | 最佳配音                   | 菲莉西亚·拉沙德 | 提名 | [ 21 ] [ 22 ] |
| 英国电影学院奖         | 2021年4月11日      | 最佳动画片                 | 皮特·多克特、凯普·鲍尔斯 | 獲獎 | [ 23 ]        |
| 英国电影学院奖         | 2021年4月11日      | 最佳原创配乐               | 乔纳森·巴蒂斯特、特倫特·雷澤諾、阿提克斯·羅斯                                                                                        | 獲獎 | [ 23 ]        |
| 英国电影学院奖         | 2021年4月11日      | 最佳音效                   | 科亚·艾略特、伦·克斯、大卫·帕克 | 提名 | [ 23 ]        |
| 芝加哥影评人协会       | 2020年12月21日     | 最佳动画片                 | 皮特·多克特、凯普·鲍尔斯 | 提名 | [ 24 ] [ 25 ] |
| 芝加哥影评人协会       | 2020年12月21日     | 最佳原创剧本               | 皮特·多克特、麦克·琼斯、凯普·鲍尔斯                                                                                                  | 提名 | [ 24 ] [ 25 ] |
| 芝加哥影评人协会       | 2020年12月21日     | 最佳原创配乐               | 特倫特·雷澤諾、阿提克斯·羅斯、乔纳森·巴蒂斯特                                                                                        | 獲獎 | [ 24 ] [ 25 ] |
| 美国声音效果协会奖     | 2021年4月17日      | 最佳动画片音效             | 文森特·卡罗、伦·克斯、大卫·帕克、阿提克斯·羅斯、大卫·鲍彻、鲍比·约翰逊、斯科特·柯蒂斯                                                | 獲獎 | [ 26 ] [ 27 ] |
| 评论家选择电影奖       | 2021年3月7日       | 最佳配乐                   | 特倫特·雷澤諾、阿提克斯·羅斯、乔纳森·巴蒂斯特                                                                                        | 獲獎 | [ 28 ] [ 29 ] |
| 評論家選擇協會         | 2021年1月10日      | 最佳动画片                 | 《心灵奇旅》 | 獲獎 | [ 30 ]        |
| 評論家選擇協會         | 2021年1月10日      | 最佳动画片男配音           | 傑米·福克斯 | 獲獎 | [ 30 ]        |
| 評論家選擇協會         | 2021年1月10日      | 最佳动画片女配角           | 蒂娜·菲 | 獲獎 | [ 30 ]        |
| 佛罗里达影评人协会     | 2020年12月21日     | 最佳原创剧本               | 皮特·多克特、麦克·琼斯、凯普·鲍尔斯                                                                                                  | 提名 | [ 31 ]        |
| 佛罗里达影评人协会     | 2020年12月21日     | 最佳配乐                   | 特倫特·雷澤諾、阿提克斯·羅斯、乔纳森·巴蒂斯特                                                                                        | 獲獎 | [ 31 ]        |
| 佛罗里达影评人协会     | 2020年12月21日     | 最佳动画片                 | 《心灵奇旅》 | 獲獎 | [ 31 ]        |
| 金球獎                 | 2021年2月28日      | 最佳动画片                 | 《心灵奇旅》 | 獲獎 | [ 32 ] [ 33 ] |
| 金球獎                 | 2021年2月28日      | 最佳原创配乐               | 特倫特·雷澤諾、阿提克斯·羅斯、乔纳森·巴蒂斯特                                                                                        | 獲獎 | [ 32 ] [ 33 ] |
| 电影音效剪辑师         | 2021年4月16日      | 最佳动画片音效剪辑         | 科亚·艾略特、谢丽尔·纳尔迪、伦·克斯、史蒂夫·奥兰多、金伯利·帕特里克、乔纳森·史蒂文斯、汤姆·布伦南、雪莱·罗登、约翰·罗斯科、迪·塞尔比 | 獲獎 | [ 34 ] [ 35 ] |
| 好莱坞影评人协会       | 2021年3月5日       | 最佳影片                   | 《心灵奇旅》 | 提名 | [ 36 ] [ 37 ] |
| 好莱坞影评人协会       | 2021年3月5日       | 最佳动画或视觉特效         | 傑米·福克斯 | 提名 | [ 36 ] [ 37 ] |
| 好莱坞影评人协会       | 2021年3月5日       | 最佳动画或视觉特效         | 蒂娜·菲 | 提名 | [ 36 ] [ 37 ] |
| 好莱坞影评人协会       | 2021年3月5日       | 最佳动画片                 | 《心灵奇旅》 | 提名 | [ 36 ] [ 37 ] |
| 好莱坞影评人协会       | 2021年3月5日       | 最佳配乐                   | 乔纳森·巴蒂斯特、特倫特·雷澤諾、阿提克斯·羅斯                                                                                        | 獲獎 | [ 36 ] [ 37 ] |
| 好莱坞音乐传媒奖       | 2021年1月27日      | 最佳动画片原创配乐         | 特倫特·雷澤諾、阿提克斯·羅斯、乔纳森·巴蒂斯特                                                                                        | 獲獎 | [ 38 ] [ 39 ] |
| 好莱坞音乐传媒奖       | 2021年1月27日      | 最佳电影音乐监督           | 汤姆·麦克杜格尔 | 提名 | [ 38 ] [ 39 ] |
| 好莱坞音乐传媒奖       | 2021年1月27日      | 最佳原声唱片               | 《心灵奇旅：电影原声带》 | 提名 | [ 38 ] [ 39 ] |
| 休斯顿影评人协会       | 2021年1月18日      | 最佳影片                   | 《心灵奇旅》 | 提名 | [ 40 ] [ 41 ] |
| 休斯顿影评人协会       | 2021年1月18日      | 最佳动画片                 | 《心灵奇旅》 | 獲獎 | [ 40 ] [ 41 ] |
| 休斯顿影评人协会       | 2021年1月18日      | 最佳原创配乐               | 特倫特·雷澤諾、阿提克斯·羅斯 | 獲獎 | [ 40 ] [ 41 ] |
| 雨果奖                 | 2021年12月15至19日 | 最佳戏剧表现               | 皮特·多克特、麦克·琼斯、凯普·鲍尔斯、戴娜·默里                                                                                       | 待定 | [ 42 ]        |
| 国际电影音乐评论协会   | 2021年2月18日      | 最佳动画片原创配乐         | 特倫特·雷澤諾、阿提克斯·羅斯、乔纳森·巴蒂斯特                                                                                        | 提名 | [ 43 ] [ 44 ] |
| 伦敦影评人协会         | 2021年2月7日       | 技术成就奖                 | 皮特·多克特 | 提名 | [ 45 ] [ 46 ] |
| 洛杉磯影評人協會       | 2020年12月20日     | 最佳动画片                 | 《心灵奇旅》 | 亚军 | [ 47 ]        |
| 洛杉磯影評人協會       | 2020年12月20日     | 最佳配乐                   | 特倫特·雷澤諾、阿提克斯·羅斯 | 獲獎 | [ 47 ]        |
| MTV影視大獎            | 2021年5月16日      | 最佳电影                   | 《心灵奇旅》 | 提名 | [ 48 ] [ 49 ] |
| 有色人种进步协会形象奖 | 2021年3月27日      | 最佳动画片                 | 《心灵奇旅》 | 獲獎 | [ 50 ]        |
| 有色人种进步协会形象奖 | 2021年3月27日      | 最佳电影编剧               | 皮特·多克特、凯普·鲍尔斯、麦克·琼斯                                                                                                  | 提名 | [ 50 ]        |
| 有色人种进步协会形象奖 | 2021年3月27日      | 最佳电影集体演出           | 《心灵奇旅》 | 提名 | [ 50 ]        |
| 有色人种进步协会形象奖 | 2021年3月27日      | 最佳配乐/合辑              | 《心灵奇旅：电影原声带》 | 獲獎 | [ 50 ]        |
| 有色人种进步协会形象奖 | 2021年3月27日      | 最佳器乐爵士专辑           | 《心灵奇旅音乐及灵感衍生作品集》 | 獲獎 | [ 50 ]        |
| 有色人种进步协会形象奖 | 2021年3月27日      | 最佳电影配音               | 阿米尔-卡利布·汤普森 | 提名 | [ 50 ]        |
| 有色人种进步协会形象奖 | 2021年3月27日      | 最佳电影配音               | 安吉拉·贝塞特 | 提名 | [ 50 ]        |
| 有色人种进步协会形象奖 | 2021年3月27日      | 最佳电影配音               | 傑米·福克斯 | 獲獎 | [ 50 ]        |
| 有色人种进步协会形象奖 | 2021年3月27日      | 最佳电影配音               | 菲利西亚·拉斯海德 | 提名 | [ 50 ]        |
| 國家評論協會           | 2021年1月26日      | 最佳动画片                 | 皮特·多克特 | 獲獎 | [ 51 ]        |
| 國家評論協會           | 2021年1月26日      | 十大佳片                   | 《心灵奇旅》 | 獲獎 | [ 51 ]        |
| 尼克频道儿童选择奖     | 2021年3月13日      | 最佳动画片                 | 《心灵奇旅》 | 獲獎 | [ 52 ]        |
| 尼克频道儿童选择奖     | 2021年3月13日      | 最佳动画片配音             | 蒂娜·菲 | 提名 | [ 52 ]        |
| 尼克频道儿童选择奖     | 2021年3月13日      | 最佳动画片配音             | 傑米·福克斯 | 提名 | [ 52 ]        |
| 在线影评人协会         | 2021年1月25日      | 最佳影片                   | 《心灵奇旅》 | 提名 | [ 53 ]        |
| 在线影评人协会         | 2021年1月25日      | 最佳动画片                 | 《心灵奇旅》 | 獲獎 | [ 53 ]        |
| 在线影评人协会         | 2021年1月25日      | 最佳原创配乐               | 特倫特·雷澤諾、阿提克斯·羅斯 | 獲獎 | [ 53 ]        |
| 聖地牙哥影評人協會     | 2021年1月11日      | 最佳动画片                 | 《心灵奇旅》 | 提名 | [ 54 ] [ 55 ] |
| 旧金山影评人协会       | 2021年1月18日      | 最佳动画片                 | 《心灵奇旅》 | 獲獎 | [ 56 ]        |
| 旧金山影评人协会       | 2021年1月18日      | 最佳原创配乐               | 特倫特·雷澤諾、阿提克斯·羅斯 | 獲獎 | [ 56 ]        |
| 卫星奖                 | 2021年2月15日      | 最佳动画或混合媒体电影     | 《心灵奇旅》 | 提名 | [ 57 ]        |
| 卫星奖                 | 2021年2月15日      | 最佳原创剧本               | 皮特·多克特、麦克·琼斯、凯普·鲍尔斯                                                                                                  | 提名 | [ 57 ]        |
| 圣路易斯影评人协会     | 2021年1月17日      | 最佳动画片                 | 《心灵奇旅》 | 獲獎 | [ 58 ]        |
| 圣路易斯影评人协会     | 2021年1月17日      | 最佳配乐                   | 特倫特·雷澤諾、阿提克斯·羅斯、乔纳森·巴蒂斯特                                                                                        | 獲獎 | [ 58 ]        |
| 多伦多影评人协会       | 2021年2月7日       | 最佳动画片                 | 《心灵奇旅》 | 亚军 | [ 59 ]        |
| 视觉效果工会           | 2021年4月6日       | 最佳动画片视觉效果         | 皮特·多克特、戴娜·默里、迈克尔·冯、比尔·瓦特拉尔                                                                                     | 獲獎 | [ 60 ] [ 61 ] |
| 视觉效果工会           | 2021年4月6日       | 最佳动画片动画角色         | 乔纳森·霍夫曼、乔纳森·佩奇、彼得·提尔亚斯、罗恩·佐曼                                                                                 | 獲獎 | [ 60 ] [ 61 ] |
| 视觉效果工会           | 2021年4月6日       | 最佳动画片环境创造         | 霍萨克·陈、上原安、彼得·罗、弗兰克·泰                                                                                                | 獲獎 | [ 60 ] [ 61 ] |
| 视觉效果工会           | 2021年4月6日       | 最佳计算机动画项目虚拟摄影 | 马特·阿斯伯里、伊恩·梅吉本 | 獲獎 | [ 60 ] [ 61 ] |
| 视觉效果工会           | 2021年4月6日       | 最佳动画片模拟效果         | 亚历克西斯·安吉里迪斯、基斯·丹尼尔·克隆、艾米·库特、梅利莎·曾                                                                        | 獲獎 | [ 60 ] [ 61 ] |
| 华盛顿特区影评人协会   | 2021年2月8日       | 最佳动画片                 | 《心灵奇旅》 | 獲獎 | [ 62 ] [ 63 ] |
| 华盛顿特区影评人协会   | 2021年2月8日       | 最佳配乐                   | 特倫特·雷澤諾、阿提克斯·羅斯、乔纳森·巴蒂斯特                                                                                        | 獲獎 | [ 62 ] [ 63 ] |
| 华盛顿特区影评人协会   | 2021年2月8日       | 最佳配音                   | 傑米·福克斯 | 獲獎 | [ 62 ] [ 63 ] |
| 华盛顿特区影评人协会   | 2021年2月8日       | 最佳配音                   | 蒂娜·菲 | 提名 | [ 62 ] [ 63 ] |